# Виборні козаки

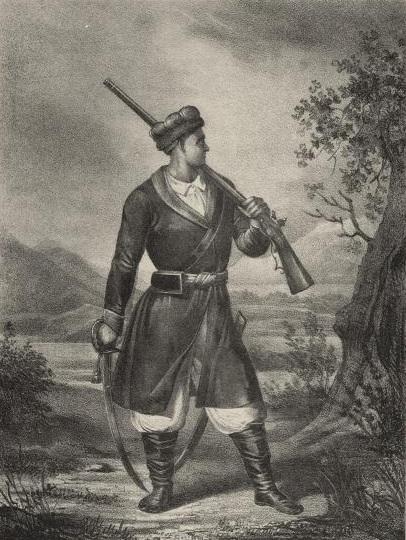
Козак реєстровий чи виборний

Виборні козаки – заможній прошарок козацького стану Лівобережної України XVIII ст. Несли військову службу на власному утриманні. Були звільнені від натуральних повинностей і грошових податків.
Як привілейована група українського козацтва у XVIII ст. створена на підставі указу Правління гетьманського уряду 1735 р., затвердженого царським урядом, про поділ українського козацтва на вільне козацтво і підпомічників. Цей документ юридично закріпив існуюче майнове розшарування українського козацтва. Козацькі привілеї зберігалися лише за виборними козаками, які звільнялися від повинностей, але зобов'язані були особисто відбувати військову службу з власним спорядженням, зброєю та кіньми.
Виборні козаки слобідських козацьких полків були позбавлені козацьких привілеїв у 1765 році, із ліквідацією цих полків за Указом Катерини ІІ від 28 липня того ж року, перевівши цих козаків на військових обивателів. На Лівобережній Україні привілеї виборних козаків скасовано у 1783 році.